# Terpios lobiceps
Terpios lobiceps är en svampdjursart som först beskrevs av Schmidt 1870.  Terpios lobiceps ingår i släktet Terpios och familjen Suberitidae.
Artens utbredningsområde är Florida. Inga underarter finns listade i Catalogue of Life.